# Pilemia tigrina
Phytoecia tigrina — вид жесткокрылых из семейства усачей.

## Распространение
Распространён в Сербии, Черногории, Болгарии, Румынии, Венгрии, Украине и, возможно, во Франции.